# Вотерфорд (Њујорк)
Вотерфорд (енгл. Waterford) град је у америчкој савезној држави Њујорк.

## Демографија
По попису из 2010. године број становника је 1.990, што је 214 (-9,7%) становника мање него 2000. године.
| Група             | 2000.         | 2010.         |
| Белци             | 2.111 (95,8%) | 1.849 (92,9%) |
| Афроамериканци    | 17 (0,8%)     | 34 (1,7%)     |
| Азијати           | 33 (1,5%)     | 29 (1,5%)     |
| Хиспаноамериканци | 10 (0,5%)     | 56 (2,8%)     |
| Укупно            | 2.204         | 1.990         |